# قاعدة غير معلنة
قاعدة غير معلنة (بالإنجليزية: Unspoken rules)‏، هي القيود السلوكية المفروضة في المنظمات أو الجمعيات التي لم يتم كتابتها أو الإفصاح عنها. وعادة ما توجد في شكل غير معلن وغير مكتوب لأنها تشكل جزءا من الحجج المنطقية أو مسار للسلوك التي تنطوي عليها الافتراضات الضمنية. ومن الأمثلة التي تشمل على القواعد غير المعلنة التسلسلات الهرمية التنظيمية غير الرسمية، والثقافة التنظيمية، والمعايير السلوكية المقبولة التي تحكم التفاعلات بين أعضاء المنظمة.